# Gaius Luccius Telesinus
Gaius Luccius Telesinus war ein römischer Politiker und Senator im 1. Jahrhundert n. Chr.
Von Telesinus' Beamtenlaufbahn sind nur seine Konsulate bekannt, welche er in den Jahren 66 mit Gaius Suetonius Paulinus und 68 n. Chr. mit Kaiser Nero innehatte.
Philostratos nennt Telesinus in der Vita des Apollonios von Tyana als dessen Freund. Bei ihm studierte Telesinus Philosophie. Den Kyniker Demetrios lässt er im Gespräch mitteilen, dass Telesinus freiwillig ins Exil ging, bevor Kaiser Domitian im Jahr 93 n. Chr. die allgemeine Verbannung der Philosophen aus Rom verfügte.